# L'Ours Barney
 Pour plus de détails, voir Fiche technique et Distribution
L'Ours Barney (Barney Bear) est le nom d'une série de courts métrages d'animation distribué par la Metro-Goldwyn-Mayer et produit par Fred Quimby entre 1939 et 1954.

## Filmographie

### 1939
- The Bear That Couldn't Sleep

### 1940
- The Fishing Bear

### 1941
- The Prospecting Bear
- The Rookie Bear
- The Flying Bear

### 1942
- The Bear and the Beavers
- Wild Honey or How to Get Along Without a Ration Book!
- Barney Bear's Victory Garden

### 1943
- Bah Wilderness
- Barney Bear and the Uninvited Pest

### 1944
- Bear Raid Warden
- Barney Bear's Polar Pest

### 1945
- The Unwelcome Guest

### 1948
- The Bear and the Bean
- The Bear and the Hare

### 1949
- Goggle Fishing Bear

### 1952
- The Little Wise Quacker
- Busybody Bear

### 1953
- Barney's Hungry Cousin
- Cobs and Robbers
- Heir Bear
- Wee-Willie Wildcat
- Half-Pint Palomino

### 1954
- The Impossible Possum
- Sleepy-Time Squirrel
- Bird-Brain Bird Dog